# キャスト (メキシコのバンド)
キャスト（Cast）は、メキシコ出身のロック・バンド。1978年に結成された彼らは、初期のジェネシスに似たスタイルのプログレッシブ・ロックを専門としている。その音楽は、キーボード、ギター、ボーカルに重点を置くものである。このバンドは、メキシコのバハ・カリフォルニア州メヒカリで、バハ・プログと呼ばれる毎年恒例のプログレッシブ・ロック・フェスティバルを主催し、世界中のバンドが出演している。

## メンバー
- アルフォンソ・ヴィダレス (Alfonso Vidales) – キーボード
- ルピタ・アクーニャ (Lupita Acuña) – バック・ボーカル
- ロベルト・イッツォ (Roberto Izzo) – ヴァイオリン
- ボビー・ヴィダレス (Bobby Vidales) – リード・ボーカル
- カルロス・ウマラン (Carlos Humarán) – ベース
- アントニオ・ブリンガス (Antonio Bringas) – ドラム
- クラウディオ・コルデロ (Claudio Cordero) – エレクトリック・ギター

## ディスコグラフィ

### スタジオ・アルバム
- Landing in a Serious Mind (1994年)
- Sounds of Imagination (1994年)
- Third Call (1994年)
- Four Aces (1995年)
- Endless Signs (1995年)
- Beyond Reality (1996年)
- Angels and Demons (1997年)
- Imaginary Window (1999年)
- Legacy (2000年)
- Infinity (2002年)
- Al-Bandaluz (2003年)
- Nimbus (2004年)
- Mosaïque (2006年)
- Com.Unión (2007年)
- Originallis (2008年)
- Art (2011年)
- Arsis (2014年)
- 『ヴィダ』 - Vida (2015年)
- Power and Outcome (2017年)
- Vigesimus (2021年)

### ライブ・アルバム
- Baja Prog 98 (1998年)
- Tema 98 (1998年)
- A Live Experience (1999年)
- Castalia (2001年)

### コンピレーション・アルバム
- A View of Cast (1996年)
- Laguna de Volcanes (2000年)
- Pyramid of the Rain (2005年)

### 映像作品
- Legado (2006年)
- Sands Of Time (2016年)
- Sinfònico Live (2018年)